# سیارک ۷۵۶۵
سیارک ۷۵۶۵ (به انگلیسی: 7565 Zipfel، نامگذاری:1988RD11) هفت هزار و پانصد و شصت و پنجمین سیارک کشف شده‌است که در ۱۴ سپتامبر ۱۹۸۸ کشف شد.
قدر مطلق سیارک برابر ۲۸.۲ است.